# Romanzoffia sitchensis
Romanzoffia sitchensis är en strävbladig växtart som beskrevs av August Gustav Heinrich von Bongard. Romanzoffia sitchensis ingår i släktet Romanzoffia och familjen strävbladiga växter. Inga underarter finns listade i Catalogue of Life.

## Bildgalleri

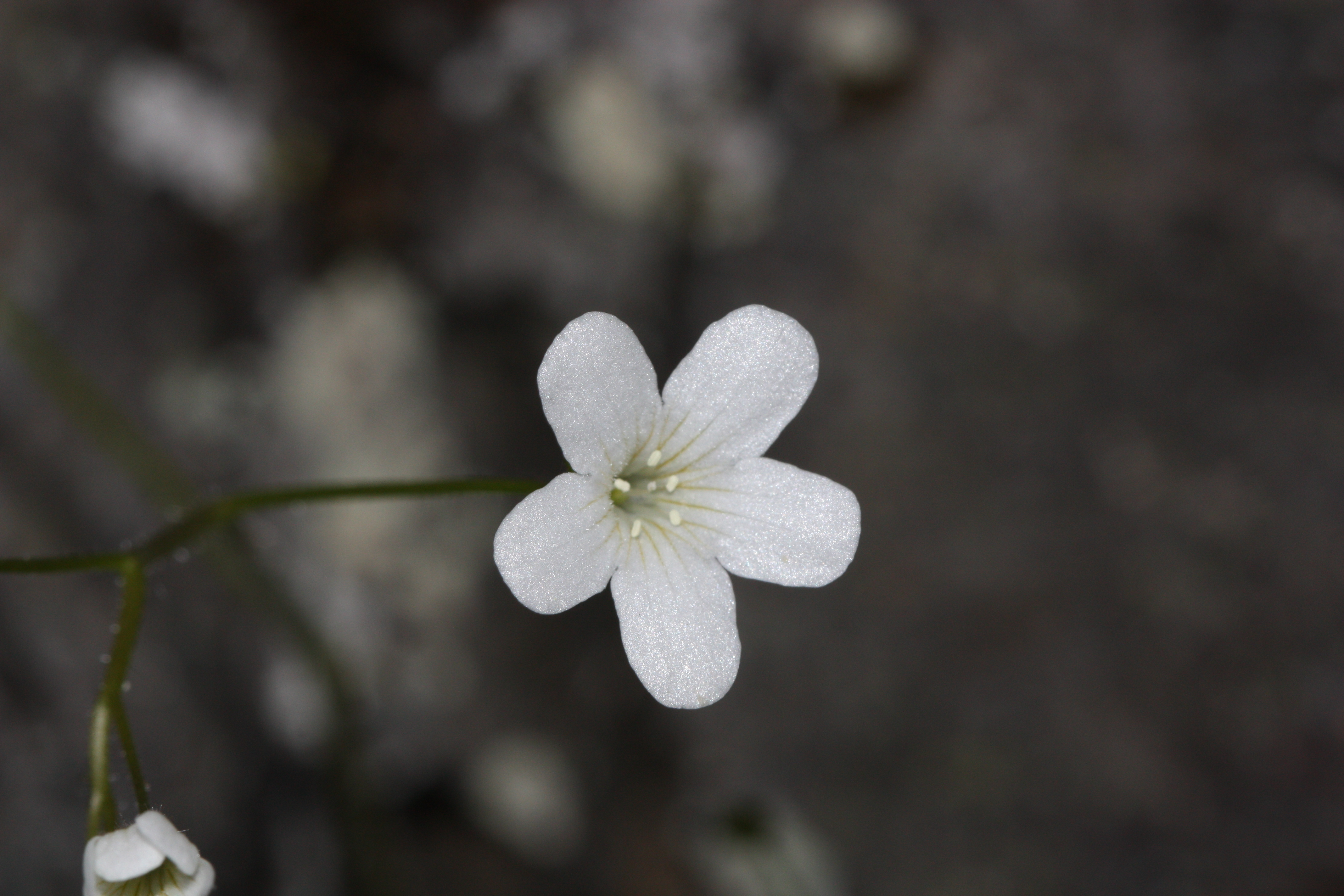
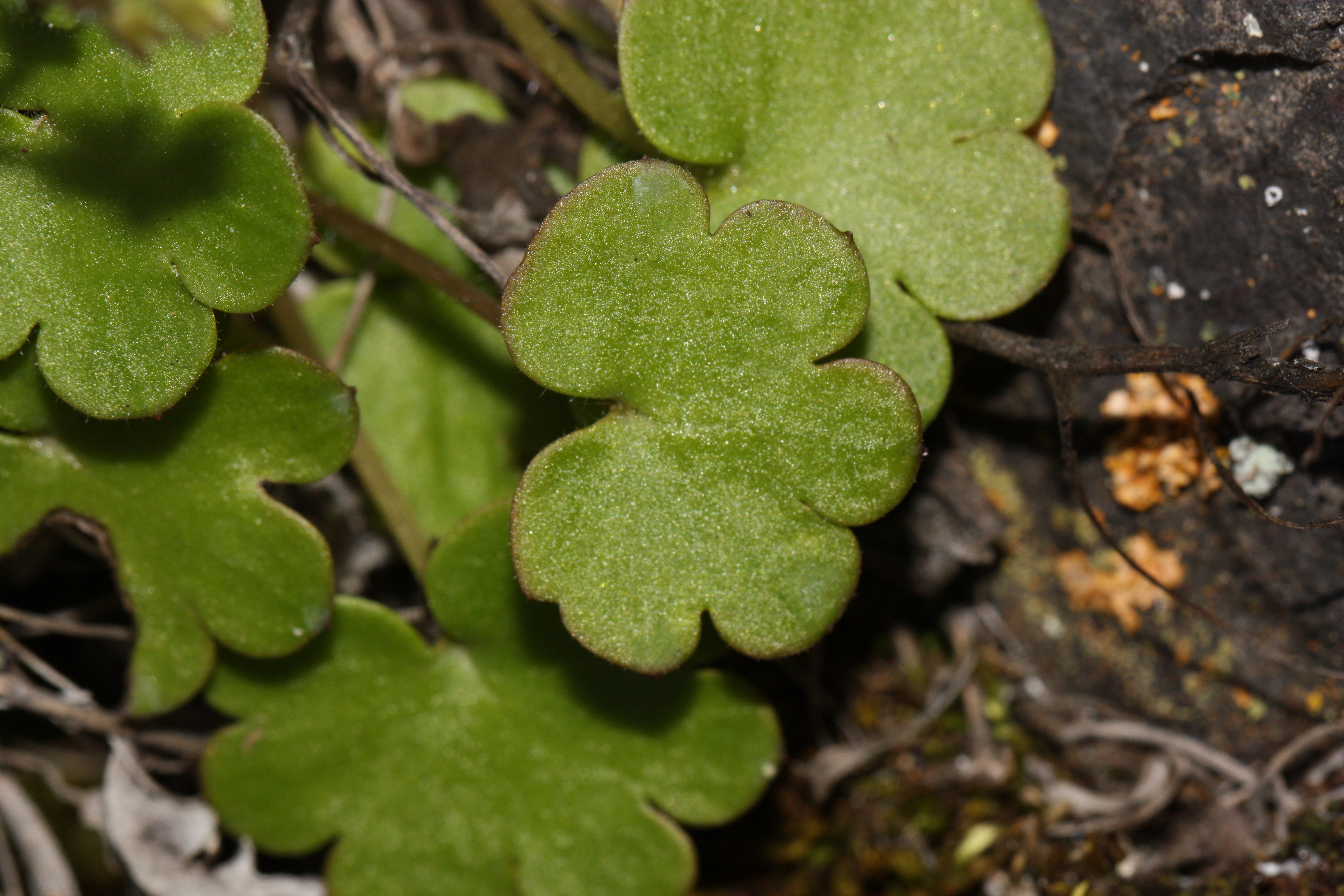
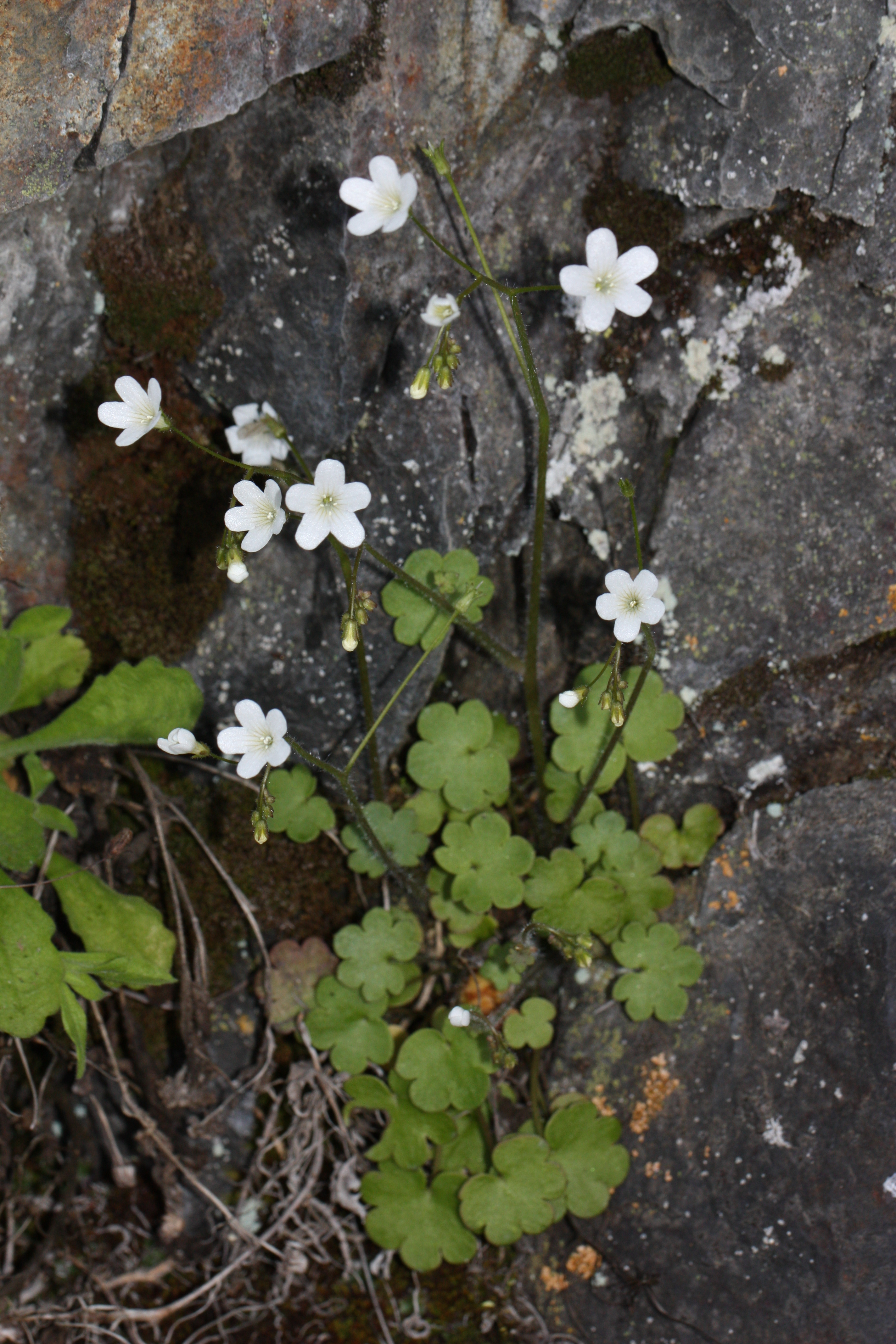
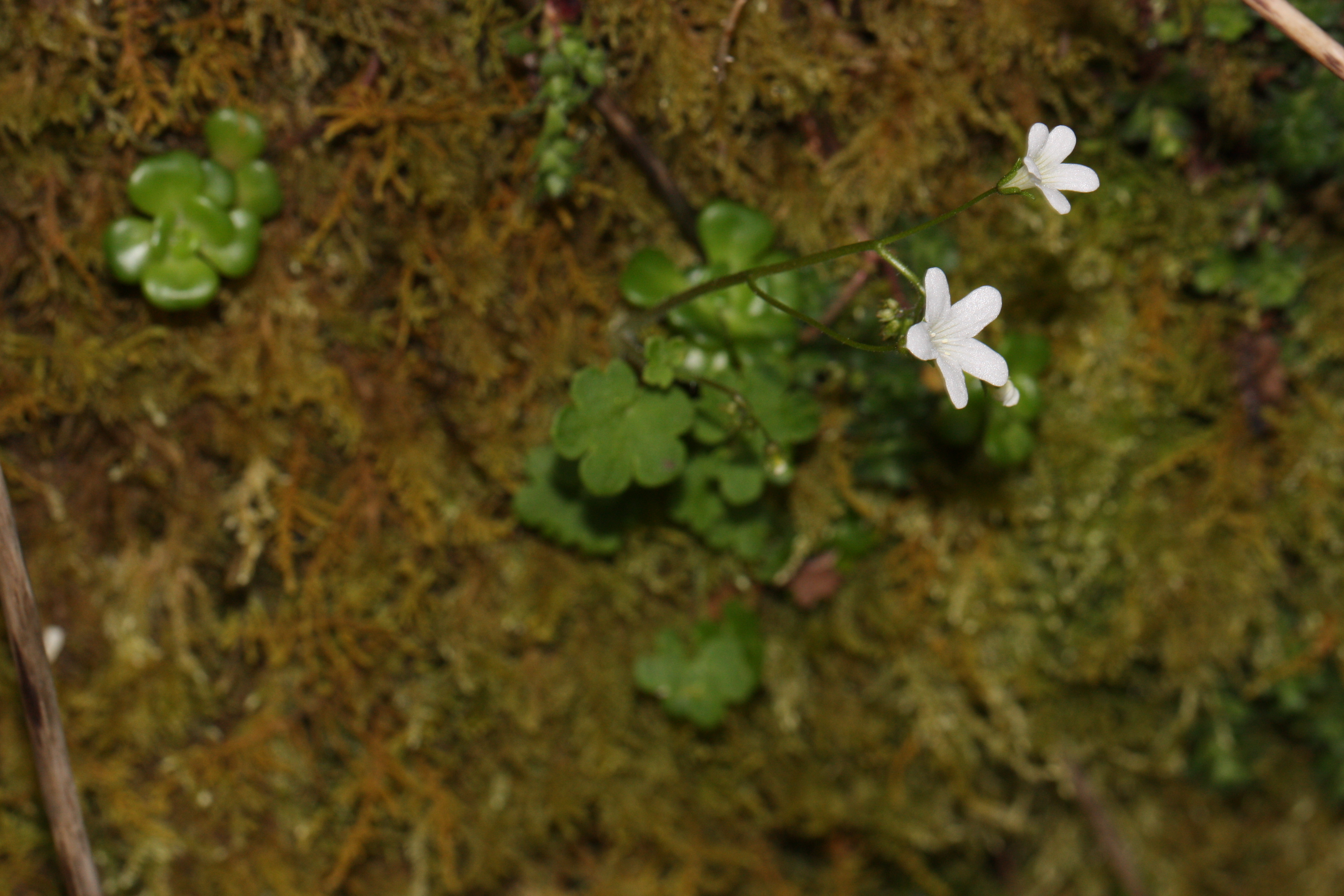